# Orgilus caritus
Orgilus caritus är en stekelart som beskrevs av Chou 1995. Orgilus caritus ingår i släktet Orgilus och familjen bracksteklar. Inga underarter finns listade i Catalogue of Life.